# Orobitella limpida
Orobitella limpida är en musselart som först beskrevs av Dall 1899.  Orobitella limpida ingår i släktet Orobitella och familjen Lasaeidae. Inga underarter finns listade i Catalogue of Life.